# Leptoneta paroculus
Espèce
Leptoneta paroculus est une espèce d'araignées aranéomorphes de la famille des Leptonetidae.

## Distribution
Cette espèce se rencontre en Espagne dans des grottes dans la province de Huesca en Aragon et dans la province de Lérida en Catalogne et en France dans les Hautes-Pyrénées,.

## Description
La femelle mesure 2 mm.

## Publication originale
- Simon, 1907 : Araneae, Chernetes et Opiliones (Première série). Biospeologica. III. Archives de zoologie expérimentale et générale, sér. 4, vol. 6, no 2, p. 537-553 (texte intégral).